# Dafné

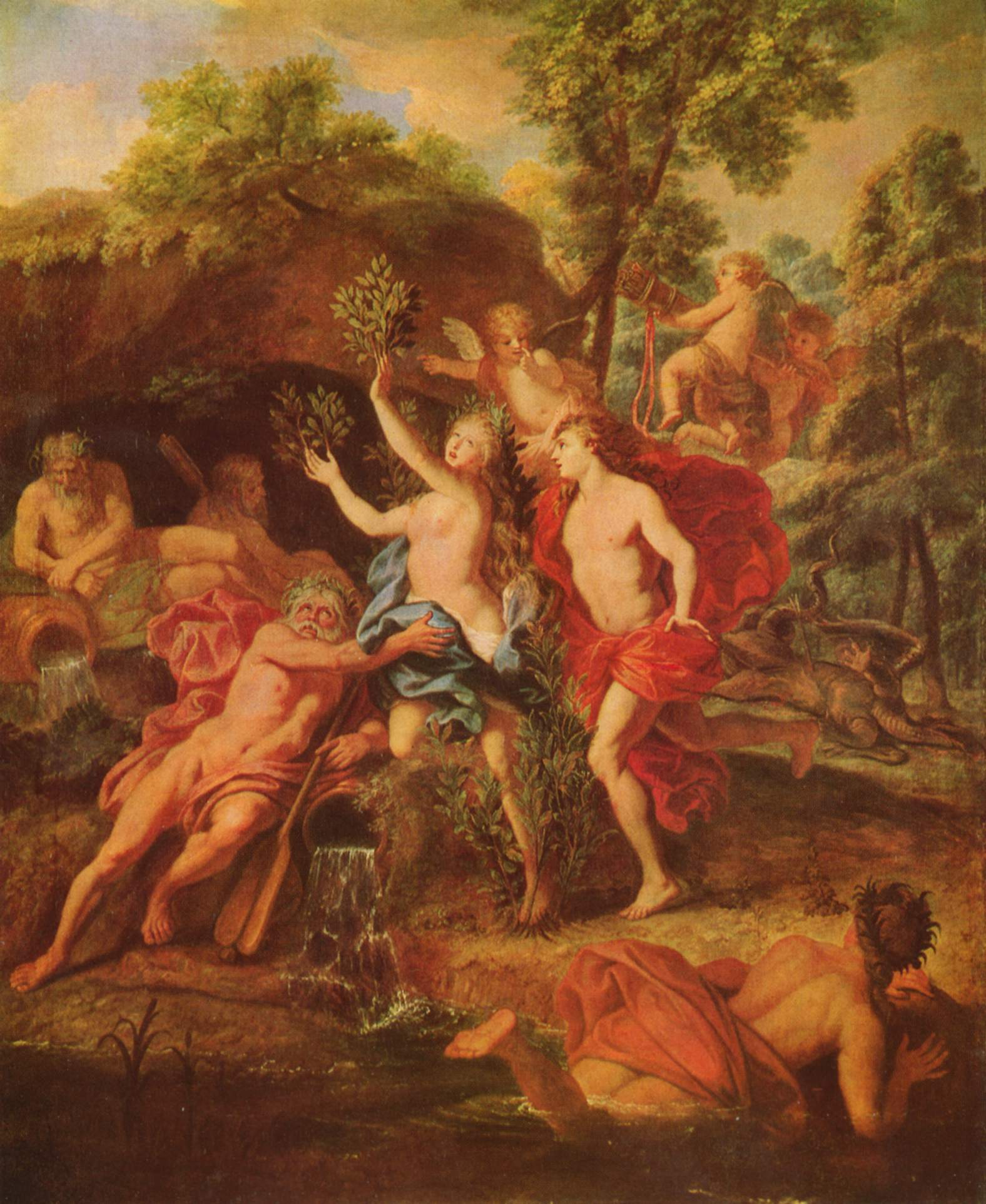
Apollón a Dafné od Jeana-Baptisty van Loo

Apollón a Dafné od Giovanniho Battisty Tiepola

Dafné (latinsky Daphne) je v řecké mytologii nymfa, dcera říčního boha Péneia (podle jiné verze dcera Gaii a Ládóna). Podobně jako bohyně Artemis je panenskou lovkyní.

## Mytologie
Dle řecké mytologie se bůh Apollón posmíval bohu lásky Erotovi. Eros se mu za to pomstil tím, že jej zasáhl svým, lásku vzbuzujícím zlatým šípem, zatímco Dafné (říční nymfu) zasáhl šípem lásku zabíjejícím. Apollon proto vzplanul k Dafné láskou, kterou však ona neopětovala, protože Erotův šíp způsobil pravý opak. Apollon Dafné pronásledoval, ona mu unikala. Vysílená Apollonovým pronásledováním, prosila bohyni země Gaiu, zda by mohla změnit její podobu. Ta jí proto proměnila ve vavřínový strom (řecky δάφνη – dáfnē). Její tělo se pokrylo kůrou, ruce se staly větvemi, vlasy listovím. Na její památku nosil Apollon vavřínový věnec.

## Umění
Příběh Apollona a Dafné zpracoval Ovidius ve svých Proměnách. Tragický osud této lásky také podnítil mnohé výtvarné umělce a skladatele, kteří příběh malířsky, sochařsky či hudebně zpracovali. Jsou to například tato díla:
- sousoší Apollón a Dafné od Lorenza Berniniho (z r. 1622), dnes v římské Ville Borghese
- obraz Apollón a Dafné od Nicolase Poussina (z r. 1665), dnes v pařížském Louvru
- píseň Dafné u potoka Franze Schuberta
- báseň Sonet XIII od španělského autora Garcilasa de la Vega
- opera Dafné od Jacopa Periho (z roku 1597, libreto Ottavio Rinuccini, jedná se o první /dochovanou/ operu vůbec)
- opera Dafné od Richarda Strausse (z r. 1937)